# تپه پل نگار
تپه پل نگار مربوط به سده‌های اولیه دوران‌های تاریخی پس از اسلام است و در شهرستان ملایر، بخش جوکار، دهستان جوکار، جنوب روستای قوزان واقع شده و این اثر در تاریخ ۷ اسفند ۱۳۸۶ با شمارهٔ ثبت ۲۱۶۶۳ به‌عنوان یکی از آثار ملی ایران به ثبت رسیده است.